# コニー・アイランド-スティルウェル・アベニュー駅
コニー・アイランド-スティルウェル・アベニュー駅（コニー・アイランド-スティルウェル・アベニューえき、英: Coney Island–Stillwell Avenue）は、ブルックリン区コニー・アイランドにあるニューヨーク市地下鉄の駅で、4つの運行系統の南端駅である。

## 概要
コニー・アイランド・ターミナル駅（英: Coney Island Terminal）とも呼ばれる当駅は世界でも最大級の高架上交通ターミナルで、アメリカ合衆国で最もエネルギー効率の高い大量輸送施設でもある。 この大量輸送能力はコニー・アイランドがニューヨーク都市圏随一のサマーリゾート地であった頃に設計されたためで、ブルックリン区南部のすべての鉄道路線が集まり、また広がっている。
当駅はコニー・アイランドのスティルウェル・アベニューとサーフ・アベニューの角にあり、過去にはニューヨーク市地下鉄で最南端のターミナル駅だったウェスト・エンド・ターミナル駅が置かれていた（ただし、ニューヨーク市の交通システムで最南端の駅はスタテンアイランド鉄道のトッテンヴィル駅である）。島式ホーム4面8線を有し、地図上では南北両方から入線してくるが、路線呼称上はD系統、F系統、N系統およびQ系統の南端の駅となる。
さらに、BMTウェスト・エンド線とBMTシー・ビーチ線の線路が近くにあるコニーアイランド車両基地に繋がっている.
当駅はニューヨーク市警察34交通分署の拠点にもなっている。

## 歴史
2024年12月22日、駅停車中の車両内で、ホームレスの女性が衣服に放火され死亡した。容疑者の男性は不法入国者であり、ニューヨークが抱える問題が複雑に絡み合った事件として注目された。

## 駅構造
| 3F          | 跨線橋                                     | ホーム間連絡通路 ウェスト・エンド線とシー・ビーチ線ホームを結ぶエレベーター                                                  |
| 2F ホーム階 | 1番線                                      | ← アストリア-ディトマース・ブールバード駅行き（86丁目駅） ← （運行なし：59丁目駅）                                           |
| 2F ホーム階 | 島式ホーム、到着番線に応じた側のドアが開く | |
| 2F ホーム階 | 2番線                                      | ← アストリア-ディトマース・ブールバード駅行き（86丁目駅） ← （運行なし：59丁目駅）                                           |
| 2F ホーム階 | 3番線                                      | → 96丁目駅行き（西8丁目駅）→                                                                                                 |
| 2F ホーム階 | 島式ホーム、到着番線に応じた側のドアが開く | |
| 2F ホーム階 | 4番線                                      | → 96丁目駅行き（西8丁目駅）→                                                                                                 |
| 2F ホーム階 | 5番線                                      | → ジャマイカ-179丁目駅行き（西8丁目駅）→                                                                                     |
| 2F ホーム階 | 島式ホーム、到着番線に応じた側のドアが開く | |
| 2F ホーム階 | 6番線                                      | → ジャマイカ-179丁目駅行き（西8丁目駅）→                                                                                     |
| 2F ホーム階 | 7番線                                      | ← ノーウッド-205丁目駅行き（ベイ50丁目駅） →（運行なし：ベイ・パークウェイ駅）                                               |
| 2F ホーム階 | 島式ホーム、到着番線に応じた側のドアが開く | |
| 2F ホーム階 | 8番線                                      | ← ノーウッド-205丁目駅行き（ベイ50丁目駅） → （運行なし：ベイ・パークウェイ駅）                                              |
| 1F          | 改札階                                     | 改札口、駅員詰所、メトロカード券売機 （サーフ・アベニュー-スティルウェル・アベニュー交差点北東角の駅舎内にエレベーターあり） |
| G           | 地上階                                     | 出入口、バスターミナル |

コニー・アイランド-スティルウェル・アベニュー駅は島式ホーム4面8線で、屋根上にはソーラーパネルが設置されている。1-4番線は駅南端にある5-8番線よりもやや高い位置にある。

### 運行
| ベイ50丁目駅 （BMTウェスト・エンド線）              | ベイ50丁目駅 （BMTウェスト・エンド線）              | 86丁目駅 （BMTシー・ビーチ線）                   | 86丁目駅 （BMTシー・ビーチ線）                   |
| 駅北側                                              | 駅北側                                              | 駅北側                                           | 駅北側                                           |
| --------------------------------------------------- | --------------------------------------------------- | ------------------------------------------------ | ------------------------------------------------ |
| BMTウェスト・エンド線各駅停車 D (終日)              | BMTウェスト・エンド線各駅停車 D (終日)              | BMTシー・ビーチ線各駅停車 N (終日)               | BMTシー・ビーチ線各駅停車 N (終日)               |
| 駅構内                                              |                                                     |                                                  |                                                  |
| 7番線・8番線 D (終日)                               | 5番線・6番線 F (終日) <F> (ラッシュ時のみ)          | 3番線・4番線 Q (終日)                            | 1番線・2番線 N (終日)                            |
| 駅東側                                              |                                                     |                                                  |                                                  |
| 下層階                                              | 下層階                                              | 上層階                                           | 上層階                                           |
| INDカルバー線各駅停車 F (終日) <F> (ラッシュ時のみ) | INDカルバー線各駅停車 F (終日) <F> (ラッシュ時のみ) | BMTブライトン線各駅停車 Q (終日)                 | BMTブライトン線各駅停車 Q (終日)                 |
| 西8丁目-ニューヨーク水族館駅 （INDカルバー線）      | 西8丁目-ニューヨーク水族館駅 （INDカルバー線）      | 西8丁目-ニューヨーク水族館駅 （BMTブライトン線） | 西8丁目-ニューヨーク水族館駅 （BMTブライトン線） |

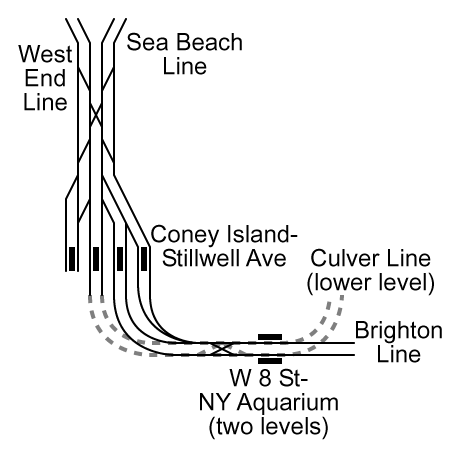
スティルウェル・アベニュー駅周辺の路線配置図

すべての路線で終点となってはいるが、線路南端に車止めが設けられているBMTウェスト・エンド線以外は南北どちらの方向にも向かうことができる。開業以来 終端駅として運用されているが、過去に少なくとも2回当駅を通り抜ける定期列車が運転されていた。
- BMT7系統 ブライトン-フランクリン・サービス（1924年-1952年、夏季・日曜日）： BMTフランクリン・アベニュー線とBMTブライトン線を直通し、スティルウェル・アベニュー駅からマンハッタンを結んでいた。
- NX系統 シー・ビーチ・"スーパーエクスプレス"・サービス（1967年-1968年、ラッシュ時）

2006年には、何度かの週末に分けてBMTブライトン線のキングス・ハイウェイ駅以北を保線のため区間運休とした際に通し運転が行われている。

## バスターミナル

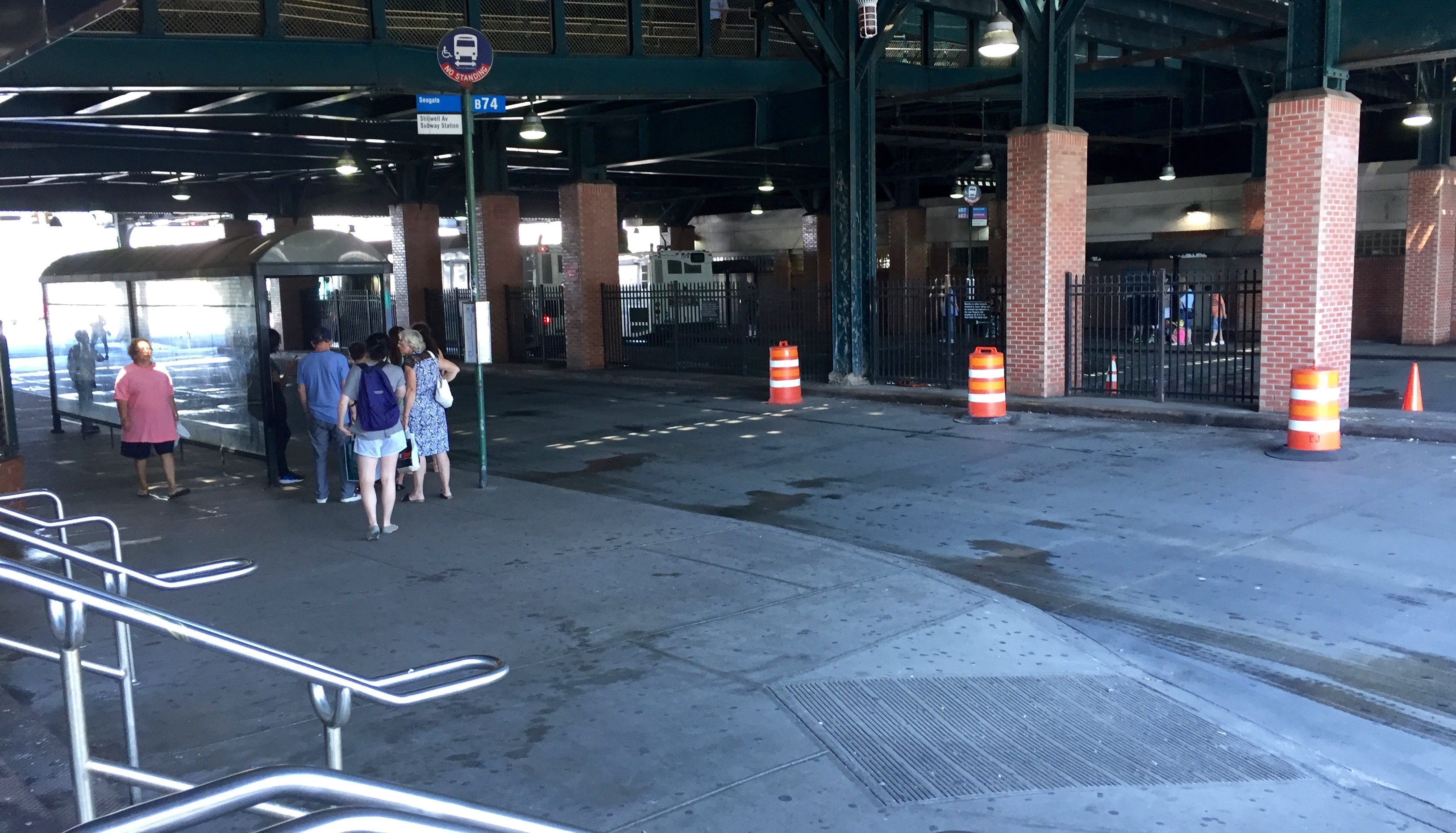
高架駅下のバス停

高架駅の下とスティルウェル・アベニューおよびマーメイド・アベニューにバスターミナルがあり、ニューヨーク市バスの4路線に簡単に乗り換えられるようになっている。また、駅の近くからもう1路線が利用できる。
| レーン                                                                     | 路線     | 終着駅                                                                 |
| -------------------------------------------------------------------------- | -------- | ---------------------------------------------------------------------- |
| ノース・サイド                                                             | B68      | ウィンザー・テラス バーテル・プリチャード・スクエア                    |
| ノース・サイド                                                             | B82      | スターレット・シティ ペンシルベニア・アベニュー&シービュー・アベニュー |
| ステーション・エントランス                                                 | B74      | シー・ゲート 西37丁目&マーメイド・アベニュー                           |
| ステーション・エントランス                                                 | 降車のみ |                                                                        |
| スティルウェル・アベニュー & マーメイド・アベニュー （ウェスタン・サイド） | B64      | ベイ・リッジ ショア・ロード & 71丁目                                   |
| スティルウェル・アベニュー & サーフ・アベニュー                            | B36      | 西行： シー・ゲート 西37丁目 & サーフ・アベニュー                      |
| スティルウェル・アベニュー & サーフ・アベニュー                            | B36      | 東行： シープスヘッド・ベイ アベニュー・U & ノストランド・アベニュー   |

## 画像

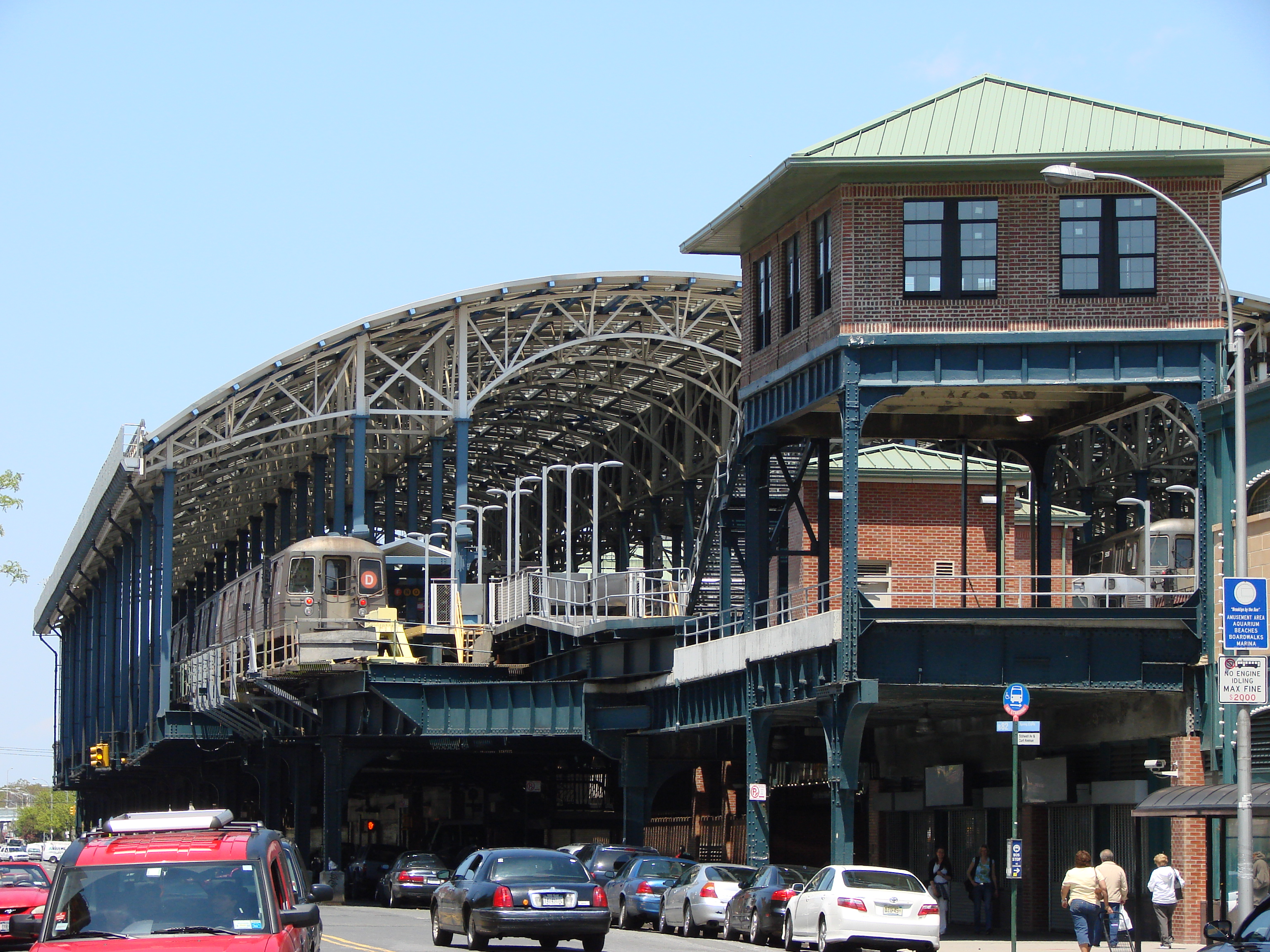
コニー・アイランド-スティルウェル・アベニュー駅に入線したD系統の列車
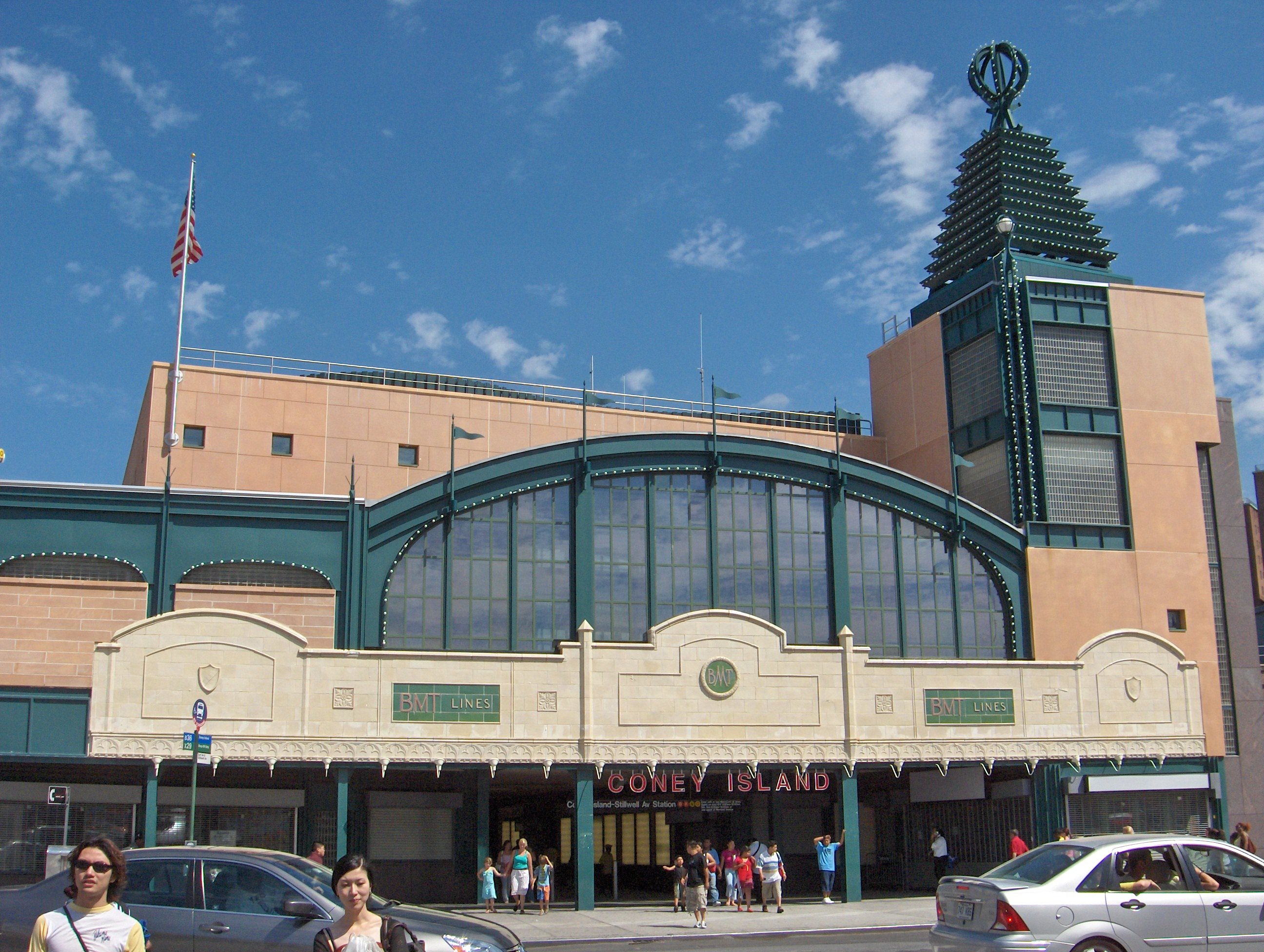
メインエントランスの全景
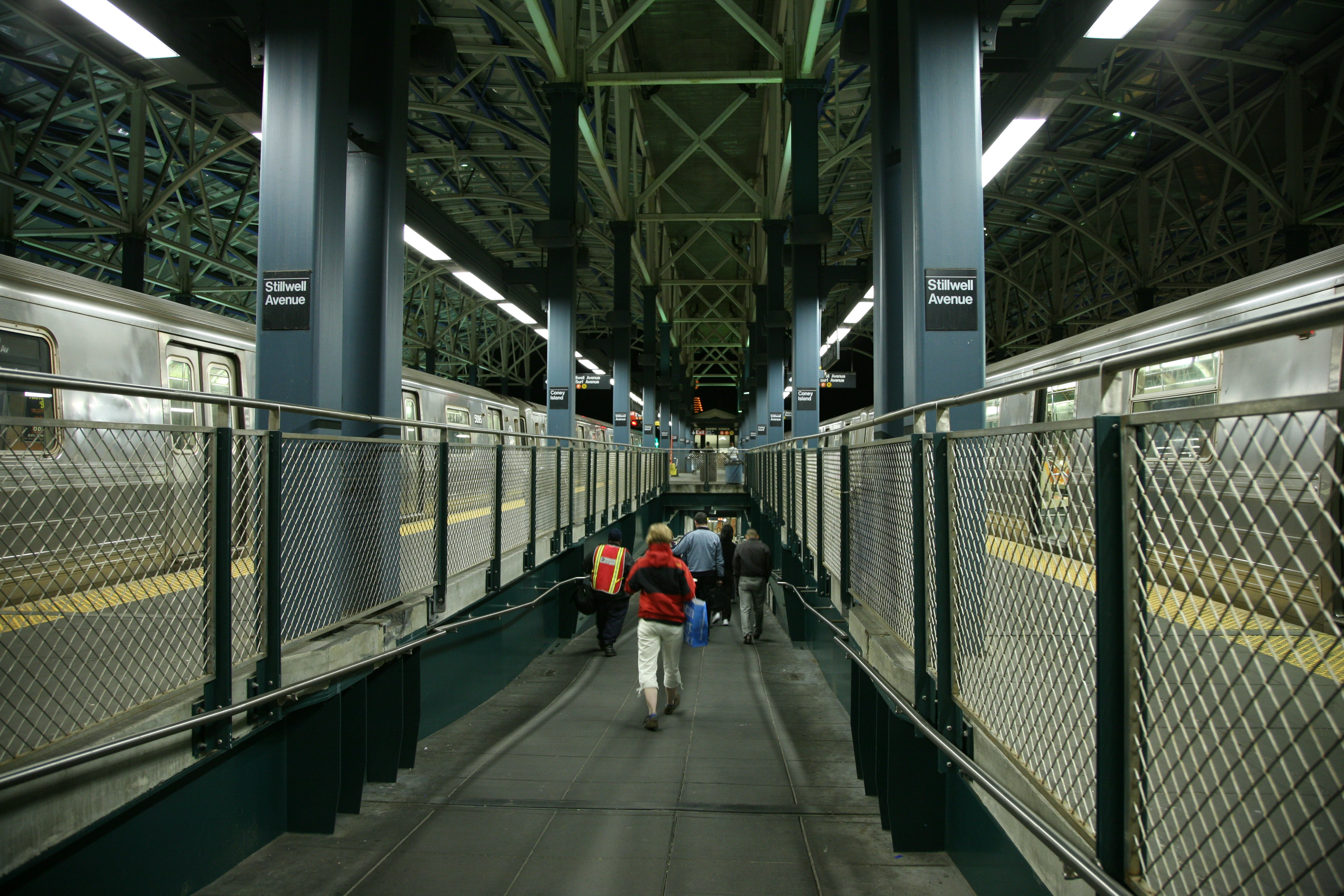
駅の内装
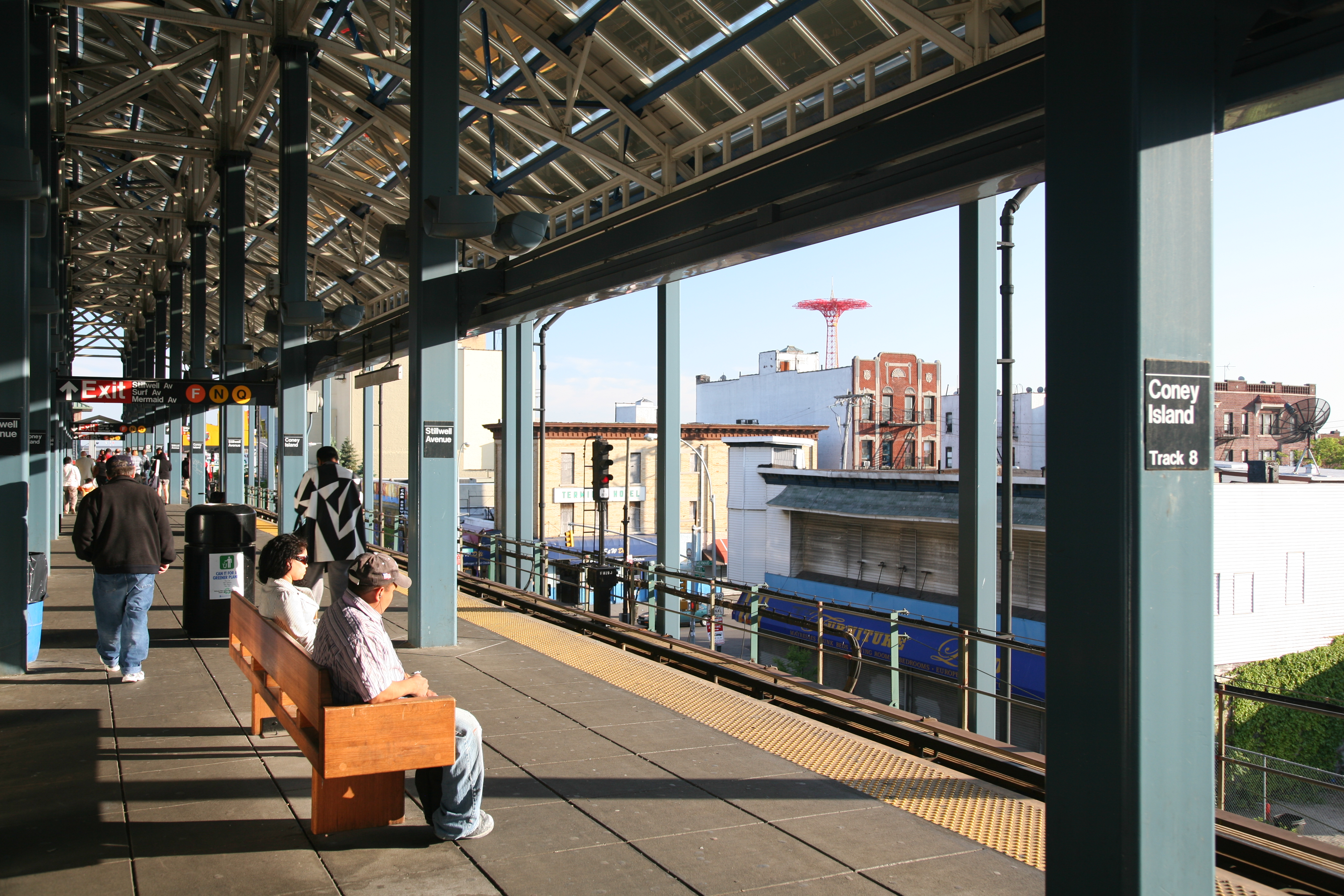
8番線ホーム。後ろにはパラシュート・ジャンプ（英語版）が見える。
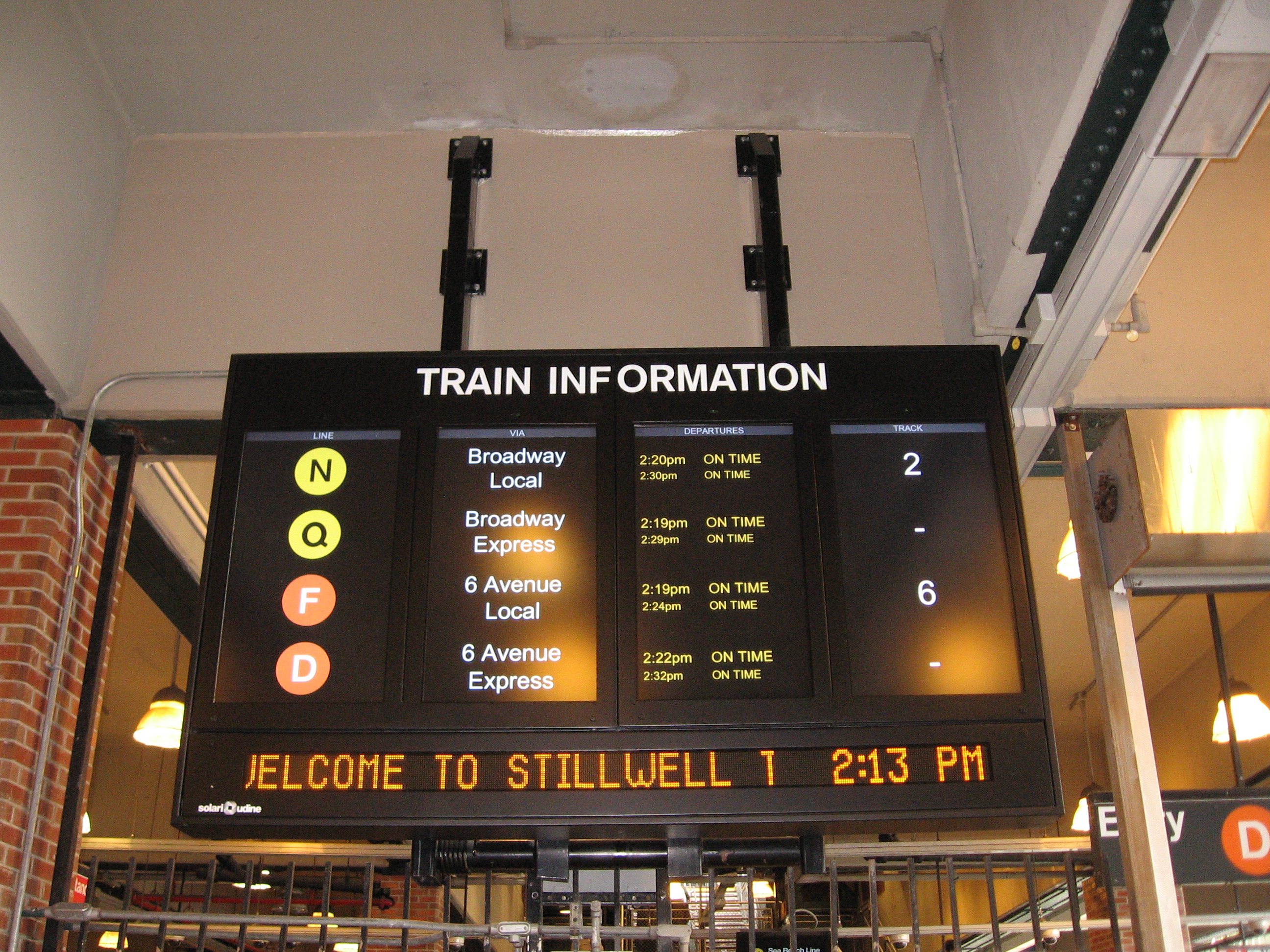
出発表示盤
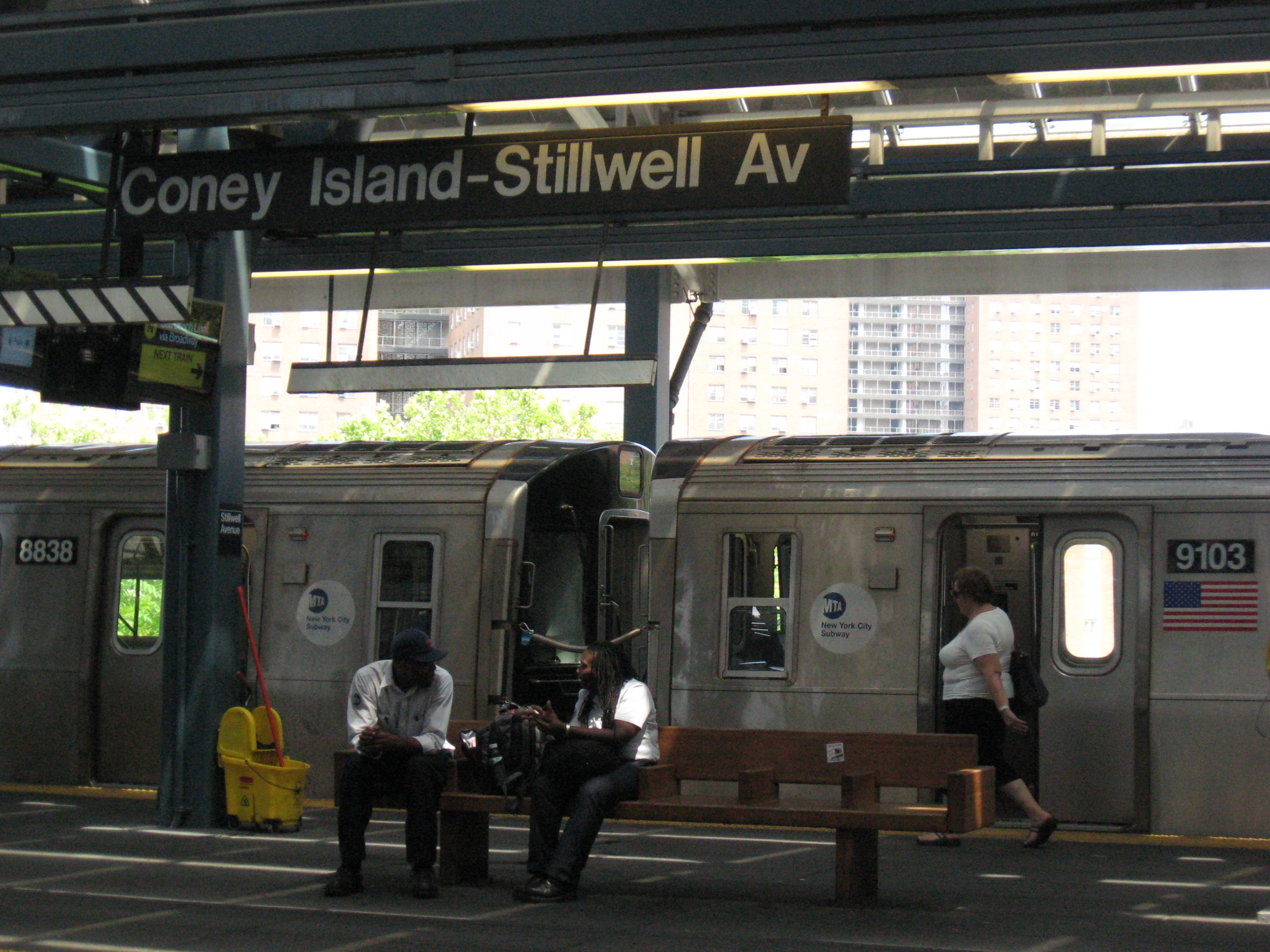
駅に停車する2両のR160B電車